# Mindre strandkardarspindel
Mindre strandkardarspindel (Argenna subnigra) är en spindelart som först beskrevs av O. Pickard-Cambridge 1861.  Mindre strandkardarspindel ingår i släktet Argenna och familjen kardarspindlar. Arten är reproducerande i Sverige. Inga underarter finns listade i Catalogue of Life.